# 이와사키 교코
이와사키 교코(일본어: 岩崎 恭子, いわさき きょうこ, 1978년 7월 21일 ~ )는 일본의 여자 수영 선수이다. 주 종목은 평영이며, 14세의 나이로 1992년 하계 올림픽 평영 200m 종목에서 금메달을 획득했다.